# Blowfish
Blowfish (deutsch Kugelfisch) ist ein symmetrischer Blockverschlüsselungsalgorithmus, der 1993 von Bruce Schneier entworfen und erstmals im April 1994 in Dr. Dobb’s Journal publiziert wurde. Er wurde gemeinfrei veröffentlicht und nicht patentiert.
Blowfish hat eine feste Blocklänge von 64 Bit, basiert auf einem Feistelnetzwerk und besitzt schlüsselabhängige S-Boxen. Die Schlüssellänge kann 32 Bit bis 448 Bit betragen. Aus diesen Schlüsselbits werden vor Beginn der Ver- oder Entschlüsselung die so genannten Rundenschlüssel P1 bis P18 und die Einträge in den S-Boxen erzeugt, insgesamt 4168 Byte.

## Funktionsweise
Die Abbildung zeigt den internen Aufbau von Blowfish. Der 64 Bit breite Klartextblock wird in zwei Hälften {\displaystyle L_{1}} und {\displaystyle R_{1}} geteilt. In jeder sogenannten Runde, von denen insgesamt 16 durchlaufen werden, wird die linke Hälfte des Datenblocks mit einem vorab berechneten 32 Bit breiten Rundenschlüssel P1 bis P16 XOR-verknüpft, dann das Ergebnis in die Rundenfunktion F eingegeben und deren Ausgabe mit der rechten Hälfte XOR-verknüpft und die Hälften anschließend vertauscht. Am Ende werden noch die beiden Hälften mit den Rundenschlüsseln P17 und P18 XOR-verknüpft:
{\displaystyle R_{i+1}=L_{i}\oplus P_{i},}
{\displaystyle L_{i+1}=R_{i}\oplus F(R_{i+1})\quad (i\;{\text{von}}\;1\;{\text{bis}}\;16)}
{\displaystyle R_{18}=L_{17}\oplus P_{17},\;L_{18}=R_{17}\oplus P_{18}}
{\displaystyle L_{18}} und {\displaystyle R_{18}} bilden dann den Schlüsseltextblock. Die Entschlüsselung läuft exakt gleich ab, nur werden dabei alle Rundenschlüssel P1 bis P18 in umgekehrter Reihenfolge verwendet. Das beruht auf der Vertauschbarkeit der XOR-Verknüpfungen. XOR ist sowohl kommutativ als auch assoziativ. Es ist gleich, ob man eine Hälfte des Datenblocks erst mit einem Rundenschlüssel und dann mit der Ausgabe der Funktion F verknüpft oder umgekehrt.
In der Funktion F kommen die schlüsselabhängigen S-Boxen zum Einsatz. Der Eingabewert wird in vier Byte geteilt, mit denen jeweils ein Wert aus einer von vier 8 × 32 Bit S-Boxen ausgelesen wird. Diese Werte werden mittels XOR und Addition modulo {\displaystyle 2^{32}} verknüpft:
{\displaystyle F(x)=\lbrace \lbrack \,S_{1}(x_{24..31})\;+\;S_{2}(x_{16..23})\,\rbrack \;\oplus \;S_{3}(x_{8..15})\,\rbrace \;+\;S_{4}(x_{0..7})}.
Dabei steht {\displaystyle x_{a..b}\!\,} für die Bits an den Positionen a bis b aus der Binärdarstellung des Wertes x.

### Schlüsseleinteilung
Blowfish verwendet 18 Rundenschlüssel {\displaystyle P_{1}} bis {\displaystyle P_{18}} mit je 32 Bit und vier S-Boxen mit je 256 = 28 Einträgen von je 32 Bit. Die Initialisierung der {\displaystyle P_{i}} und der S-Boxen erfolgt mit einer fixen Zahlenfolge, die aus der Binärdarstellung der Kreiszahl π abgeleitet wird, um die Anforderungen an eine unverdächtige Konstante zu erfüllen. Die Nachkommastellen von π sind pseudozufällig und unabhängig vom restlichen Blowfish-Algorithmus. Davon ausgehend werden sowohl die Rundenschlüssel als auch die S-Boxen S1 bis S4 schlüsselabhängig verändert.
Dazu wird zuerst der Schlüssel in 32-Bit-Blöcke aufgeteilt. Danach wird jeder Rundenschlüssel mit den 32-Bit-Blöcken des Schlüssels XOR-verknüpft. Dabei wechseln sich die Blöcke des Schlüssels nacheinander ab. Danach wird ein Block mit 64 Nullbits verschlüsselt, unter Verwendung der aktuellen Rundenschlüssel und der wie oben initialisierten S-Boxen. Die linke und rechte Hälfte des entstandenen Schlüsseltextes ersetzen dann den ersten und zweiten Rundenschlüssel. Dann wird der obige Schlüsseltext mit den geänderten Rundenschlüsseln nochmals verschlüsselt, und der dritte und vierte Rundenschlüssel wird ersetzt usw. Nachdem auf diese Weise alle Rundenschlüssel ersetzt wurden, kommen die Einträge der S-Boxen an die Reihe, wobei auch wieder die jeweils nächste Verschlüsselung mit dem aktuellen Stand der S-Boxen gemacht wird. Es werden also insgesamt 521 Verschlüsselungen durchgeführt, bis die 18 Rundenschlüssel und die 1024 S-Box-Einträge ersetzt sind.
Danach bleiben die Rundenschlüssel und die Werte in den S-Boxen so lange konstant, bis ein neuer Schlüssel gewählt wird.
Als C++-Code:
```
 
uint32_t
 
P
[
18
];
       
// Rundenschlüssel

 
uint32_t
 
S
[
4
][
0x100
];
 
// S-Boxen

 
uint32_t
 
f
 
(
uint32_t
 
x
)
 
{

    
uint32_t
 
h
 
=
 
S
[
0
][
x
 
>>
 
24
]
 
+
 
S
[
1
][
x
 
>>
 
16
 
&
 
0xff
];

    
return
 
(
 
h
 
^
 
S
[
2
][
x
 
>>
 
8
 
&
 
0xff
]
 
)
 
+
 
S
[
3
][
x
 
&
 
0xff
];

 
}

 
void
 
encrypt
 
(
uint32_t
 
&
 
L
,
 
uint32_t
 
&
 
R
)
 
{

    
for
 
(
int
 
i
=
0
 
;
 
i
<
16
 
;
 
i
 
+=
 
2
)
 
{

       
L
 
^=
 
P
[
i
];

       
R
 
^=
 
f
(
L
);

       
R
 
^=
 
P
[
i
+
1
];

       
L
 
^=
 
f
(
R
);

    
}

    
L
 
^=
 
P
[
16
];

    
R
 
^=
 
P
[
17
];

    
swap
 
(
L
,
 
R
);

 
}

 
void
 
decrypt
 
(
uint32_t
 
&
 
L
,
 
uint32_t
 
&
 
R
)
 
{

    
for
 
(
int
 
i
=
16
 
;
 
i
 
>
 
0
 
;
 
i
 
−
=
 
2
)
 
{

       
L
 
^=
 
P
[
i
+
1
];

       
R
 
^=
 
f
(
L
);

       
R
 
^=
 
P
[
i
];

       
L
 
^=
 
f
(
R
);

    
}

    
L
 
^=
 
P
[
1
];

    
R
 
^=
 
P
[
0
];

    
swap
 
(
L
,
 
R
);

 
}

 
void
 
key_schedule
 
(
uint8_t
 
key
[],
 
int
 
keylen
)
 
{

    
// ...

    
// Initialisiere P[] und S[][] mittels der Kreiszahl Pi; hier ausgelassen

    
// Es ist zu beachten, dass Pi in big-endian Reihenfolge eingelesen wird

    
// ...

    
int
 
i
;

    
int
 
j
=
0
;

    
int
 
k
;

    
for
 
(
i
=
0
 
;
 
i
<
18
 
;
 
++
i
)

    
{

      
/* Der Schlüssel wird byteweise gelesen, und */

      
/* in big-endian Reihenfolge mit P[] verrechnet */

      
uint32_t
 
tmp
 
=
 
0
;

      
for
 
(
k
=
0
 
;
 
k
<
4
 
;
 
k
++
)

      
{

        
tmp
 
=
 
tmp
 
<<
 
8
 
|
 
key
[
j
];

        
if
(
++
j
 
>=
 
keylen
)
 
j
=
0
;

      
}

      
P
[
i
]
 
^=
 
tmp
;

    
}

    
uint32_t
 
L
 
=
 
0
,
 
R
 
=
 
0
;

    
for
 
(
i
=
0
 
;
 
i
<
18
 
;
 
i
+=
2
)
 
{

      
encrypt
 
(
L
,
 
R
);

      
P
[
i
]
 
=
 
L
;
 
P
[
i
+
1
]
 
=
 
R
;

    
}

    
for
 
(
i
=
0
 
;
 
i
<
4
 
;
 
++
i
)

      
for
 
(
j
=
0
 
;
 
j
<
0x100
 
;
 
j
+=
2
)
 
{

         
encrypt
 
(
L
,
 
R
);

         
S
[
i
][
j
]
 
=
 
L
;
 
S
[
i
][
j
+
1
]
 
=
 
R
;

      
}

 
}

```

## Kryptoanalyse und Sicherheit
Es ist kein effizienter Angriff auf die Blowfish-Verschlüsselung mit voller Rundenzahl bekannt. Ein so genannter Sign-Extension-Bug wurde in einer Veröffentlichung des C-Codes gefunden.
Serge Vaudenay fand 1996 einen Known-Plaintext-Angriff, der zum Brechen der Verschlüsselung 28r + 1 bekannte Paare von Klartext und Schlüsseltext benötigt. Der Parameter r bezeichnet die Anzahl der Runden. Zudem entdeckte er eine Klasse von schwachen Schlüsseln, die erkannt und mit nur 24r + 1 Klartext-Paaren gebrochen werden können. Dieser Angriff kann jedoch nicht gegen regulären Blowfish eingesetzt werden, da er die Kenntnis der schlüsselabhängigen S-Boxen voraussetzt.
Vincent Rijmen stellt in seiner Doktorarbeit einen differenziellen Angriff zweiter Ordnung vor, der Blowfish mit höchstens 4 Runden brechen kann. Außer der Brute-Force-Methode ist kein Weg bekannt, den Algorithmus mit 16 Runden zu brechen.
Bruce Schneier merkt an, dass er den neueren Twofish-Algorithmus empfiehlt, obwohl Blowfish noch in breiter Verwendung ist.
Da Blowfish eine Blockgröße von 64 Bit verwendet (AES verwendet 128 Bit Blöcke), ist ein Geburtstagsangriff – vor allem im HTTPS- oder OpenVPN-Kontext – möglich. Im Jahr 2016 zeigte der SWEET32-Angriff, wie ein Geburtstagsangriff genutzt werden kann, um den Klartext wiederherzustellen. Der SWEET32-Angriff funktioniert bei Verschlüsselungsverfahren wie Blowfish, die mit einer Blockgröße von 64 Bit arbeiten.

## Beispiele
Im GNU Privacy Guard sind Blowfish und Twofish implementiert und können auf Wunsch aktiviert werden. Das Cryptographic File System (CFS) ist ein auf NFS aufsetzendes verschlüsseltes Dateisystem für UNIX und unterstützt ebenfalls Blowfish. Ein quelloffenes Windows-Programm zum Verschlüsseln von Dateien mittels Blowfish, Twofish und weiteren Algorithmen wie z. B. AES ist Blowfish Advanced CS. Auch im OpenDocument-Datenformat ist Blowfish als Verschlüsselungsmethode aufgeführt. Ab PHP 5.3 ist Blowfish Bestandteil der crypt-Funktion. Blowfish ist ebenfalls in der freien Krypto-Bibliothek OpenSSL implementiert. Die VPN-Software OpenVPN nutzt als symmetrische Komponente standardmäßig ebenfalls Blowfish.
OpenSSH hat in dem Ende 2016 veröffentlichten Release 7.4 die Blowfish-Unterstützung, wie auch viele andere schwache Chiffren, entfernt.